# Twentestad
Twentestad was een plan om de Twentse gemeenten Hengelo, Enschede en (delen van) Borne samen te voegen. Twentestad zou met zijn inwonersaantal van circa 250.000 qua grootte de vijfde gemeente van Nederland zijn geworden. De fusiepoging mislukte echter.

## Stedelijke samenwerking in Twente
In 1966 gaf de provincie Overijssel aan dat het stedelijk gebied rond Enschede zou moeten uitgroeien tot één agglomeratie. Hierbij werden begrippen als Stedenband en Bandstad geïntroduceerd.
In 1988 wees het kabinet-Lubbers II Enschede/Hengelo aan als "stedelijk knooppunt". Enschede en Hengelo gaven aan te willen fuseren tot de Dubbelstad. Dit plan sneuvelde in 1994, omdat Enschede en Hengelo niet zoveel geld van het rijk zouden krijgen als ze wilden.
Niet lang daarna, in 1996, kwam de provincie Overijssel met voorstellen voor de gemeentelijke herindeling in Twente, inclusief de vorming van Twentestad. Op 18 april 2000 nam minister De Vries van Binnenlandse Zaken het wetsvoorstel tot herindeling terug, omdat voor de vorming van Twentestad in de Eerste Kamer onvoldoende draagvlak bestond, met name door verzet van de Hengelose politiek en bevolking. Bij een referendum in Hengelo bleek ruim 90% van de bevolking tegen de vorming van Twentestad.
In de periode die volgde werd intensiever samengewerkt tussen de gemeenten Enschede, Hengelo, Borne en Almelo, als Netwerkstad Twente, maar van een fusie was geen sprake. Sinds 2007 neemt Oldenzaal ook deel aan dit samenwerkingsverband.

## Twentestad: voor en tegen
Het voorstel van de toenmalige minister van Binnenlandse Zaken Bram Peper om Twentestad te vormen, maakte deel uit van een serie maatregelen om de toenemende "kwetsbaarheid van het openbaar bestuur" aan te pakken. Tot deze maatregelen hoorde de versterking van de regiofunctie van de provincies. Twentestad had bij moeten dragen aan helderder verantwoordelijkheden, meer samenwerking, en meer samenhang in de besluitvorming.
De burgemeester van Enschede, Jan Mans, zag als voordelen van Twentestad dat op die manier (groot)stedelijke problemen beter opgelost konden worden en dat de steden op die manier in Europa iets konden betekenen.
Tegenstanders van Twentestad voerden aan dat door de fusie de identiteit van de afzonderlijke gemeenten verloren zou gaan en men was bang dat door de grootschaligheid meer bureaucratie zou ontstaan. Men stelde dat grotere steden slechts grotere problemen hebben, niet een groter vermogen om deze problemen op te lossen.